# Gröden
Gröden és un municipi alemany que pertany a l'estat de Brandenburg. Forma part de l'Amt Schradenland.

## Evolució demogràfica
| Població de Gröden de 1875 a 2007 | Població de Gröden de 1875 a 2007 | Població de Gröden de 1875 a 2007 | Població de Gröden de 1875 a 2007 | Població de Gröden de 1875 a 2007 | Població de Gröden de 1875 a 2007 | Població de Gröden de 1875 a 2007 | Població de Gröden de 1875 a 2007 | Població de Gröden de 1875 a 2007 | Població de Gröden de 1875 a 2007 | Població de Gröden de 1875 a 2007 | Població de Gröden de 1875 a 2007 | Població de Gröden de 1875 a 2007 | Població de Gröden de 1875 a 2007 |
| Any                               | Població                          |                                   | Any                               | Població                          |                                   | Any                               | Població                          |                                   | Any                               | Població                          |                                   | Any                               | Població                          |
| --------------------------------- | --------------------------------- | --------------------------------- | --------------------------------- | --------------------------------- | --------------------------------- | --------------------------------- | --------------------------------- | --------------------------------- | --------------------------------- | --------------------------------- | --------------------------------- | --------------------------------- | --------------------------------- |
| 1875                              | 1000                              |                                   | 1946                              | 1991                              |                                   | 1989                              | 1866                              |                                   | 1995                              | 1747                              |                                   | 2001                              | 1691                              |
| 1890                              | 1050                              |                                   | 1950                              | 1939                              |                                   | 1990                              | 1832                              |                                   | 1996                              | 1726                              |                                   | 2002                              | 1670                              |
| 1910                              | 1100                              |                                   | 1964                              | 1671                              |                                   | 1991                              | 1805                              |                                   | 1997                              | 1729                              |                                   | 2003                              | 1653                              |
| 1925                              | 1284                              |                                   | 1971                              | 1686                              |                                   | 1992                              | 1785                              |                                   | 1998                              | 1722                              |                                   | 2004                              | 1645                              |
| 1933                              | 1378                              |                                   | 1981                              | 1721                              |                                   | 1993                              | 1768                              |                                   | 1999                              | 1704                              |                                   | 2005                              | 1629                              |
| 1939                              | 1442                              |                                   | 1985                              | 1842                              |                                   | 1994                              | 1761                              |                                   | 2000                              | 1707                              |                                   | 2007                              | 1596                              |